# Зеленеч
Зеленеч (на словашки: Zeleneč) е село в окръг Търнава, Търнавски край, западна Словакия. Населението му е 2578 души.
Разположено е на 146 m надморска височина, на 5 km южно от град Търнава. Площта му е 11,75 km². Кмет на селото е Петер Киселица.